# 台灣假黃鵪菜
臺灣假黃鵪菜（學名：Crepidiastrum taiwanianum），是菊科假还阳参属的植物，为台灣特有植物。分布在台湾等地，目前尚未由人工引种栽培。